# Premier Olympia / Tour 90-91
Premier Olympia : Tournée 90-91 est la première vidéo musicale d'Elsa.
Il s'agit de l'enregistrement de son concert donné à l'Olympia en novembre 1990. Le concert est entrecoupé de scènes se déroulant en coulisses. On y voit l'artiste tantôt répétant, tantôt donnant ses impressions sur le concert.
Le concert est un mélange de ses deux premiers albums : Elsa et Rien que pour ça….

## Liste des titres
| #   | Titre                           | Durée      |
| --- | ------------------------------- | ---------- |
| 1.  | Mon cadeau                      | 3 min 50 s |
| 2.  | Pleure doucement                | 4 min 00 s |
| 3.  | Jour de neige                   | 4 min 00 s |
| 4.  | Qu'est ce que ça peut lui faire | 3 min 20 s |
| 5.  | Jamais nous                     | 3 min 50 s |
| 6.  | On verra bien demain            | 4 min 05 s |
| 7.  | Pour qui tu cours?              | 4 min 25 s |
| 8.  | Un enfant qui s'en va           | 4 min 30 s |
| 9.  | Nostalgie - cinéma              | 2 min 50 s |
| 10. | Un Roman d'amitié[*]            | 4 min 20 s |
| 11. | Parler                          | 4 min 20 s |
| 12. | Jimmy voyage                    | 6 min 12 s |
| 13. | Quelque chose dans mon cœur     | 3 min 30 s |
| 14. | At seventeen[**]                | 3 min 21 s |
| 15. | L'Amour sur le fil              | 4 min 52 s |
| 16. | Bats-toi                        | 4 min 50 s |
| 17. | T'en va pas                     | 3 min 50 s |
| 18. | À la même heure dans deux ans   | 3 min 45 s |
| 19. | Rien que pour ça                | 2 min 45 s |
| 20. | Changer sa vie[***]             | 3 min 40 s |

- . ↑  Pour cette version live, c'est Roger Secco, batteur lors du concert, qui prête sa voix en lieu et place de Glenn Medeiros.

- - . ↑  Reprise de la chanson de Janis Ian. La chanteuse avait 17 ans lors de ce concert et choisit ce titre approprié.

- -     - . ↑  Chanson inédite. Elle ressortira en version studio sur l'album suivant de la chanteuse Douce violence.

## Supports commerce
- VHS: 1re édition chez BMG en juillet 1991. 2de édition chez EMI

- Laserdisc

- CD édité à Taïwan. Il s'agit d'une contrefaçon reprenant la bande son de la vidéo du concert sans les passages coulisses.